# Yaw Preko
Yaw Preko (Acra, 8 de setembro de 1974) é um ex-futebolista profissional ganês, atuava como atacante, medalhista olímpico de bronze.
Yaw Preko conquistou a a medalha de bronze em Barcelona 1992.